# Optare Vecta
Optare Vecta — автобус среднего класса, выпускавшийся с 1991 по 1997 год компанией Optare.

## Описание
Автобусы Optare Vecta выпускались на шасси MAN 11.180 и MAN 11.190. Передняя часть автобуса прямая, с отдельно установленным маршрутоуказателем. Большинство автобусов базировалось на шасси 11.190, в то время как два из них базировалось на шасси 11.180.
Всего было выпущено 130 экземпляров. 51 из них поступило в Дарлингтон, 15 — в Дербишир, Лестершир, Ноттингемшир и Стаффордшир, а 14 — в Рединг, Ньюбери, Слау, Виндзор, Мейденхед, Оксфорд, Суррей, Гэмпшир и Большой Лондон.